# James Kwast
Jacob (James) Kwast (Nijkerk , 23 november 1852  - Berlijn , 31 oktober 1927) was een Duits muziekpedagoog en pianist van Nederlandse komaf.

## Familie
Hij werd geboren in het gezin van muziekmeester en organist Jan Kwast en Johanna Maria Elisabeth Bresemann. Vader Jan Kwast was een broer van Jacob Kwast, eveneens muziekmeester maar dan in Purmerend. Zijn neef Albert Kwast werd dirigent van de Arnhemsche Orkest Vereniging.
Zijn eerste echtgenote was Tony (von) Hiller (1850-1931), actrice en dochter van de componist en directeur van het conservatorium in Keulen Ferdinand von Hiller. De uit dat huwelijk voortgekomen dochter Mimi Kwast (1879–1926) trouwde in 1899 de componist Hans Pfitzner die tussen 1886 en 1890 in Frankfurt bij James Kwast had gestudeerd. Na een echtscheiding hertrouwde hij met de pianiste Frieda Hodapp (1880–1948), een leerlinge van Reger. James Kwast en Frieda Hodapp droegen sinds 1912 beiden de Orde voor Kunst en Wetenschap van Mecklenburg-Strelitz in goud.

## Muziek
Zijn muzikale opleiding kreeg hij van zijn vader, Ferdinand Böhme in Dordrecht, aan het Conservatorium in Leipzig (Carl Reinecke en Ernst Friedrich Richter), bij Theodor Kullak en Richard Würst in Berlijn en bij pianist Louis Brassin en François-Auguste Gevaert te Brussel.
In 1874 volgde hij Friedrich Gernsheim op als docent aan het conservatorium in Keulen. Ook heeft hij enige tijd lesgegeven in Kopenhagen; hij ontving daarvoor bij zijn afscheid in 1883 een diamanten ring van Louise van Hessen-Kassel In juni 1883 werd hij aangesteld als leraar aan het Hoch'schen Konservatorium in Frankfurt am Main, later aan het Stern'schen Konservatorium en het Klindworth-Scharwenka-conservatorium in Berlijn. Een uitnodiging op les te komen geven aan het Conservatorium van Moskou legde hij naast zich neer.
Toch bleef hij concerten binnen Europa geven. Op 27 oktober 1884 was hij te horen in De Harmonie in Leeuwarden met Maria Derivis uit Brussel en het Arnhemse strijkorkest van zijn neef. Het was een concert dat deel uitmaakte van een tournee door Nederland. In Felix Meritis even later was zijn muzikale collega Dyna Beumer. Kwast speelde toen uit zijn door hemzelf gecomponeerde pianoconcert. In april 1894 was hij solist in zijn eigen Fantasie voor piano en orkest in d mineur in het Concertgebouw, begeleid door het Concertgebouworkest onder leiding van Willem Kes.

### Leerlingen
- 1886–1890: Hans Pfitzner
- 1905–1908: Ilse Fromm-Michaels
- 1917–1923: Julius Herford (In 1901 als Julius Goldstein geboren en gestorven in 1981)
- Walter Braunfels
- Percy Grainger
- De pianist en dirigent Otto Klemperer
- Walter Burle Marx
- Eduard Zeldenrust
- Madalah Masson, een Australische pianiste

### Werken
- opus 2: Andante und Polonaise (1877, Keulen)
- opus 3: Valse-caprice (1882, Keulen)
- opus 4: Drie nocturnes (1878, Keulen)
- opus 5: Feuillet d’album (1880, Keulen)
- opus 9: Serenata (1883, Bonn)
- opus 11: Capriccio (1883, Leipzig)
- opus 12: Walzen (1893, Leipzig)
- opus 15: Walzen (1894, Bonn)
- opus 16: Pianoconcert in F majeur (1884)
- opus 19: Albumblatt (1893, Frankfurt)
- opus 20: Zes etudes voor piano
- opus 21: Fantasie voor piano en orkest
- Zwei Studien (in Des majeur en A majeur)

- Bibliothèque nationale de France: cb16533211d (data)
- Gemeinsame Normdatei: 116633158
- International Standard Name Identifier: 0000 0000 4405 9398
- Library of Congress Control Number: no2003053412
- MusicBrainz: 9756c9ac-c757-4486-bd80-f462569a2cab
- Nationale Bibliotheek van Tsjechië: mzk2014826357
- Nationale Bibliotheek van Israël: 987007264065205171
- Nederlandse Thesaurus van Auteursnamen: 070910162
- Virtual International Authority File: 49981926
- WorldCat: E39PBJvt9VrMHYFVgRbWyHgdwC